# Sebastian Olsen
Sebastian Dahlmann Olsen (født 12. februar 1988) er en dansk fodboldspiller, der spiller for Holbæk B&I.

## Karriere

### Årets spiller
Den 26. maj 2019 blev det offentliggjort, at Sebastian Olsen blev valgt som årets spiller i Nykøbing FC efter en kamp på JYSK Park i Silkeborg.

### Slagelse B&I
Den 12. marts 2021 blev det offentliggjort, at Sebastian Olsen skiftede til Slagelse B&I.

### Nykøbing FC
Sebastian Olsen og Nykøbing FC vandt guldet i 2. Division, Pulje 2 i 2020-2021 sæsonen.